# Mäja
Mäja är en bebyggelse i Ullångers socken i Kramfors kommun, belägen vid norra stranden av Ullångerfjärden strax öster om Ullånger. SCB avgränsar här sedan 2023 en småort. 